# Список найвищих веж

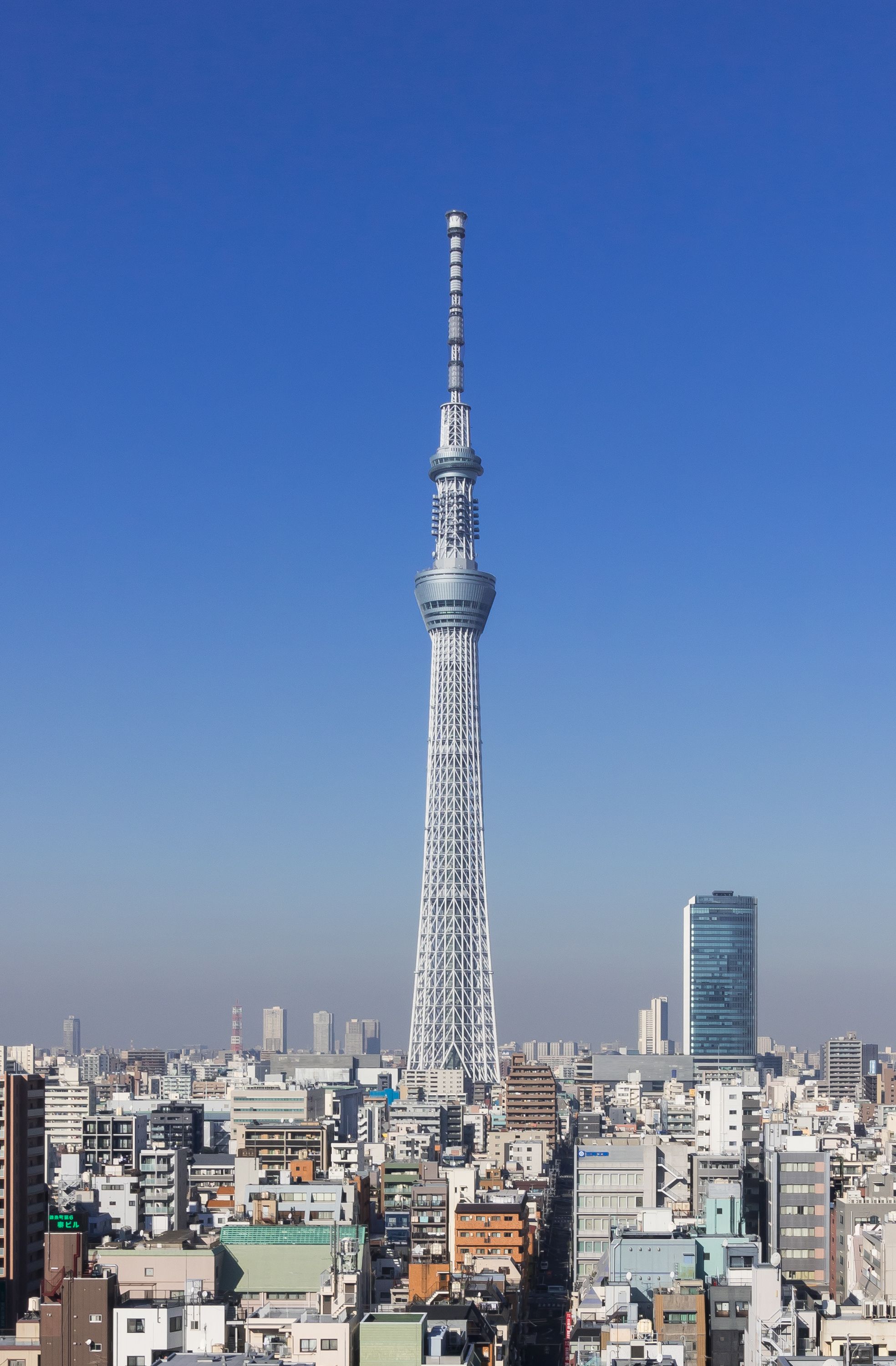
Tokyo Skytree в Токіо, Японія, є найвищою вежею з 2012 року.

Протягом багатьох років вежі були одними з найвищих споруд у світі, і протягом багатьох десятиліть (до будівництва Бурдж-Халіф) вони були найвищими окремо стоячими спорудами у світі.
Вежа — це висока споруда, побудована людиною. Вона завжди набагато вища за свою ширину.
Зазвичай сучасне поняття «вежі» означає, що вона призначена для громадського доступу людей, але не для проживання чи роботи в офісі. Вежа повинна вільно стояти, що означає відсутність розтяжок для підтримки. Тому визначення вежі виключає житлові будівлі та хмарочоси, а також радіо- та телевізійні щогли. Також не входять до поняття вежі або пілони мостів, вітряні турбіни, димові труби, опори електропередач, більшість великих статуй і обелісків, оскільки вони не призначені для публічного чи регулярного доступу, Вежі найчастіше будують, щоб використовувати їх висоту для різних цілей. Вони можуть стояти окремо або як частина більшої споруди. Деякі вежі мають телекомунікації та оглядовий майданчик. Найвищі вежі часто є туристичною визначною пам'яткою, а деякі з них пропонують відвідувачам обертові ресторани та оглядові галереї.
Основна відмінність вежі від хмарочоса полягає у відсотку висоти, яку займають придатні для використання поверхи. У випадку з вежами він становить менш як 50 відсотків, і якщо цей поріг перевищено, будівлю можна розглядати як хмарочос (якщо вона достатньо висока).

## Порівняння висоти найвищих веж світу

### Вежі висотою понад 250 метрів
*Позначено вежу, яка є або колись була найвищою у світі
|    | Назва                              | Висота  | Рік створення | Тип вежі       | Країна          | Місто                  | Додаткова інформація |
| -- | ---------------------------------- | ------- | ------------- | -------------- | --------------- | ---------------------- | --- |
| 1  | Tokyo Skytree*                     | 634 м   | 2012          | Ґратчаста вежа | Японія          | Токіо                  | Найвища вежа в світі з 2011 року                                                                                             |
| 2  | Телевежа Ґуанчжоу*                 | 604 м   | 2010          | Залізобетон    | КНР             | Гуанчжоу               | Найвищий у світі з 2009 року по 2011 року                                                                                    |
| 3  | Сі-Ен Тауер*                       | 553.3 м | 1976          | Бетонна        | Канада          | Торонто                | Найвища окремо стояча споруда у світі 1975—2007 рр. Була найвищою вежею у світі до 2009 р., Зараз найвища у Західній півкулі |
| 4  | Останкінська телевежа*             | 540.1 м | 1967          |                | Росія           | Москва                 | Найвища окремо стояча споруда у світі, 1967–75 рр., найвища в Європі                                                         |
| 5  | Східна перлина                     | 468 м   | 1994          | Бетонна        | КНР             | Шанхай                 | Найвища окремо у КНР у 1994—2007 рр                                                                                          |
| 6  | Бордж-е Мілад                      | 435 м   | 2008          | Бетонна        | Іран            | Тегеран                | Найвищий на Близькому Сході та в Західній Азії                                                                               |
| 7  | Вежа Куала-Лумпур                  | 421 м   | 1994          | Бетонна        | Малайзія        | Куала-Лумпур           | Найвища у Малайзії & Південно-Східній Азії.                                                                                  |
| 8  | Тяньцзінська радіотелевізійна вежа | 415.2 м | 1991          | Бетонна        | КНР             | Тяньцзінь              | Найвища в Азії у 1991—1994 рр, найвища у Північному Китаї                                                                    |
| 9  | Пекінська телевежа                 | 405 м   | 1992          | Бетонна        | КНР             | Пекін                  | |
| 10 | Вежа Чжун'юань або «Вежа удачі»    | 388 м   | 2011          | Сталь          | КНР             | Чженчжоу               | |
| 11 | Київська телевежа                  | 385 м   | 1973          | Ґратчаста вежа | Україна         | Київ                   | Виведена з ладу російським ракетним ударом під час Битви за Київ 1 березня 2022 р. Вежа стоїть. Розмір збитку ще невідомий.  |
| 12 | Ташкентська телевежа               | 374.9 м | 1985          | Сталь          | Узбекистан      | Ташкент                | Найвища у Центральній Азії                                                                                                   |
| 13 | Вежа Визволення                    | 372 м   | 1996          | Бетонна        | Кувейт          | Ель-Кувейт             | |
| 14 | Алматинська вежа                   | 371,5 м | 1983          | Сталь          | Казахстан       | Алмати                 | |
| 15 | Ризька телевежа                    | 368,5 м | 1986          | Сталь          | Латвія          | Рига                   | Найвища у Європейському Союзі                                                                                                |
| 16 | Берлінська телевежа                | 368 м   | 1969          | Бетонна        | Німеччина       | Берлін                 | Найвища у Німецькій Демократичній Республіці                                                                                 |
| 17 | Вежа Камліка                       | 365,5 м | 2020          | Бетонна        | Туреччина       | Стамбул                | |
| 18 | Стратосфера Лас-Вегас              | 350,2 м | 1996          | Бетонна        | США             | Лас-Вегас              | Найвища оглядова вежа в США                                                                                                  |
| 19 | Вежа Лотоса                        | 350 м   | 2019          | Бетонна        | Шрі-Ланка       | Коломбо                | Найвища споруда в Південній Азії                                                                                             |
| 20 | Вежа Західна Перлина               | 339 м   | 2004          | Бетонна        | КНР             | Ченду                  | |
| 21 | Вежа Макао                         | 338 м   | 2001          | Бетонна        | КНР             | Макао                  | |
| 22 | Європатурм                         | 337,5 м | 1979          | Бетонна        | Німеччина       | Франкфурт-на-Майні     | |
| 23 | Вежа дракона                       | 336 м   | 2000          | Ґратчаста вежа | КНР             | Харбін                 | |
| 24 | Токійська вежа*                    | 332,6 м | 1958          | Ґратчаста вежа | Японія          | Токіо                  | Найвища у світі у 1958–67 рр                                                                                                 |
| 25 | Вежа Арківа                        | 330,4 м | 1971          | Бетонна        | Велика Британія | Emley                  | Найвища споруда у Великій Британії, та, що стоїть окремо                                                                     |
| 26 | Телевежа Хуайань                   | 329,8 м | 2015          | Бетонна        | КНР             | Хуайань                | |
| 28 | Скай Тауер                         | 328 м   | 1997          | Бетонна        | Нова Зеландія   | Окленд (Нова Зеландія) | Найвища споруда у Південній півкулі, та, що стоїть окремо                                                                    |
| 29 | Вільнюська телевежа                | 326,5 м | 1980          | Бетонна        | Литва           | Вільнюс                | |
| 30 | Телевежа Санкт-Петербурга          | 326 м   | 1962          | Ґратчаста вежа | Росія           | Saint Petersburg       | |
| 30 | Радіо-телевежа Ліньі               | 326 м   | 2010          | Сталь          | КНР             | Ліньї                  | |
| 32 | Ейфелева вежа*                     | 324 м   | 1889          | Ґратчаста вежа | Франція         | Париж                  | Перша вежа, яка перевищила 300 метрів, найвища вежа у світі 1889—1958 рр, найстаріша в цьому списку                          |
| 34 | Телевежа Рамесварам                | 323 м   | 1995          | Бетонна        | Індія           | Рамешварам             | |
| 35 | Нанкінська телевізійна вежа        | 318,5 м | 1996          | Бетонна        | КНР             | Нанкін                 | |
| 37 | Талліннська телевежа               | 314 м   | 1980          | Бетонна        | Естонія         | Таллінн                | |
| 38 | Єреванська телевежа                | 311,7 м | 1977          | Ґратчаста вежа | Вірменія        | Єреван                 | [ 7 ] |
| 39 | Телевежа «Черепаша гора»           | 311,4 м | 1986          | Бетонна        | КНР             | Ухань                  | Перша в Китаї самоокупна телевежа                                                                                            |
| 40 | Бакинська телевежа                 | 310 м   | 1996          | Бетонна        | Азербайджан     | Баку                   | |
| 41 | Сіднейська вежа                    | 305,5 м | 1981          | Бетонна        | Австралія       | Сідней                 | |
| 42 | Телевізійна вежа Ляонін            | 305,5 м | 1989          | Бетонна        | КНР             | Шеньян                 | |
| 44 | Джайсалмерська телевежа            | 300 м   | 1993          | Бетонна        | Індія           | Джайсалмер             | |
| 44 | Саматранська телевежа              | 300 м   | 1999          | Бетонна        | Індія           | Бхудж                  | |
| 44 | Вежа VRT                           | 300 м   | 1996          | Бетонна        | Бельгія         | Сінт-Пітерс-Леу        | |
| 48 | Телевізійна вежа Чжучжоу           | 293 м   | 1999          | Ґратчаста вежа | КНР             | Чжучжоу                | |
| 49 | Нюрнберзька телекомунікаційна вежа | 292 м   | 1977          | Бетонна        | Німеччина       | Нюрнберг               | |
| 50 | Олімпіатурм                        | 289,5 м | 1968          | Бетонна        | Німеччина       | Мюнхен                 | |
| 51 | Телемакс                           | 282,2 м | 1992          | Бетонна        | Німеччина       | Ганновер               | |
| 52 | Шицзячжуанська телевежа            | 280 м   | 1998          | Ґратчаста вежа | КНР             | Шицзячжуан             | |
| 53 | Генріх-Герц-Турм                   | 279,7 м | 1968          | Бетонна        | Німеччина       | Гамбург                | |
| 54 | Телевежа «Перлина»                 | 278 м   | 1998          | Сталь          | КНР             | Лоян                   | |
| 55 | Пермська телевежа                  | 275 м   | 2016          | Сталь          | Росія           | Перм                   | Решітчаста вежа зроблена з металопрокату Найвища вежа цього типу                                                             |
| 56 | Тбіліська телевежа                 | 274,5 м | 1972          | Сталь          | Грузія          | Тбілісі                | |
| 57 | Вежа Хіллброу                      | 269 м   | 1971          | Бетонна        | ПАР             | Йоганнесбург           | Найвища у Африці |
| 58 | Телевежа Кайфкна                   | 268 м   | 1995          | Бетонна        | КНР             | Кайфен                 | |
| 59 | Колоній                            | 266 м   | 1981          | Бетонна        | Німеччина       | Кельн                  | |
| 60 | Мінарет Джамаа ель-Джазаїр         | 265 м   | 2019          | Бетонна        | Алжир           | Алжир (місто)          | |
| 61 | Новоросійська телевежа             | 261,5 м | 1996          | Бетонна        | Росія           | Новоросійськ           | |
| 62 | Дацінська радіотелевізійна вежа    | 260 м   | 1989          | Ґратчаста вежа | КНР             | Дацін                  | |
| 63 | Телевізійна вежа (Москва)          | 258 м   | 2006          | Сталь          | Росія           | Москва                 | Решітчаста вежа зроблена з металопрокату                                                                                     |
| 63 | Оглядова вежа Олімпійського парку  | 258 м   | 2014          | Сталь          | КНР             | Пекін                  | |
| 64 | Телевізійна вежа Ендєм             | 257 м   | 2008          | Бетонна        | Туреччина       | Стамбул                | |
| 65 | Волгоградська телевежа             | 256 м   | 2016          | Сталь          | Росія           | Волгоград              | |
| 66 | вежа Кобленца                      | 255 м   | 1976          | Бетонна        | Німеччина       | Кобленц                | |
| 67 | Дунайська вежа                     | 252 м   | 1964          | Бетонна        | Австрія         | Відень                 | |
| 67 | Телевізійна вежа Дрезден-Вахвіц    | 252 м   | 1969          | Бетонна        | Німеччина       | Дрезден                | |

### Вежі висотою від 200 до 250 метрів
| Назва                                | Висота   | Рік створення | Країна            | Місто                    | Додаткова інформація                                                                                                |
| ------------------------------------ | -------- | ------------- | ----------------- | ------------------------ | --- |
| Башта Св. Хрищони                    | 250 м    | 1984          | Швейцарія         | Беттінген (Базель-Штадт) | |
| Джиддська телевежа                   | 250 м    | 2006          | Саудівська Аравія | Джидда                   | |
| Випробувальна вежа ліфтів            | 246 м    | 2017          | Німеччина         | Роттвайль                | |
| Телевежа провінції Шеньсі            | 245 м    | 1987          | КНР               | Сіань                    | |
| Якутська телевежа                    | 242 м    | 1982          | Росія             | Якутськ                  | |
| Харківська телевежа                  | 240.7    | 1981          | Україна           | Харків                   | Побудована за допомогою гелікоптеру (вперше у СРСР).                                                                |
| Рейнська вежа Дюссельдорфа           | 240.5 м  | 1981          | Німеччина         | Дюссельдорф              | Була 234,2 м до того, як у 2004 році була встановлена інша антена                                                   |
| Вежа Паттая Парка                    | 240 м    | ?             | Таїланд           | Паттая                   | |
| Телевежа Намсан                      | 239.7 м  | 1975          | Південна Корея    | Сеул                     | |
| Телевежа Фошань                      | 238 м    | 1995          | КНР               | Фошань                   | |
| Вежа Сентек                          | 237 м    | 1962          | ПАР               | Йоганнесбург             | |
| Бременська телевежа                  | 235.7 м  | 1986          | Німеччина         | Бремен                   | |
| Телевежа Пітампура                   | 235 м    | 1988          | Індія             | Delhi                    | |
| Вежа Фукуока                         | 234 м    | 1989          | Японія            | Фукуока                  | |
| Вежа Циндао                          | 232 м    | 1994          | КНР               | Ціндао                   | |
| Вежа Єкатеринбурга                   | 231,7 м  | 1991          | Росія             | Єкатеринбург             | |
| Вежа Іспанії                         | 231 м    | 1982          | Іспанія           | Мадрид                   | |
| Вежа Америки                         | 228.6 м  | 1968          | США               | Сан-Антоніо              | |
| Космічна вежа                        | 228 м    | 1980          | Аргентина         | Буенос-Айрес             | |
| Телевежа Катанга                     | 225 м    | 1992          | Індія             | Джабалпур                | |
| Телевежа Бразиліа                    | 224 м    | 1965          | Бразилія          | Бразиліа                 | |
| Телевежа Букова гора                 | 223 м    | 1975          | Чехія             | Букова гора              | |
| Вежа Мюнстер 42                      | 222.5 м  | 1986          | Німеччина         | Мюнстер                  | |
| Флоріантурм                          | 219.6 м  | 1959          | Німеччина         | Дортмунд                 | |
| Радіотелевежа Цзілінь                | 218 м    | 1997          | КНР               | Гірин (місто)            | |
| Телевежа Гуанчжоу                    | 218 м    | 1991          | КНР               | Гуанчжоу                 | |
| Телевежа Штутгарт                    | 216.8 м  | 1956          | Німеччина         | Штутгарт                 | Перша в світі бетонна телевежа                                                                                      |
| Празька телевежа                     | 216 м    | 1992          | Чехія             | Прага                    | |
| Юрюзанська телевежа                  | 213 м    | ?             | Росія             | Юрюзань (місто)          | |
| Златоустівська телевежа              | 213 м    | 1983          | Росія             | Златоуст                 | |
| Телекомунікаційна вежа Мангейм       | 212.8 м  | 1975          | Німеччина         | Мангайм                  | |
| телекомунікаційна вежа Берлін        | 212 м    | 1964          | Німеччина         | Берлін                   | |
| Туркменський радіомовний центр       | 211 м    | 2011          | Туркменістан      | Ашгабат                  | |
| Мінарет Мечеть Хасана II             | 210 м    | 1993          | Марокко           | Касабланка               | |
| Архангельская телебашня (Исакогорка) | 208 м    | 2003          | Росія             | Архангельськ             | |
| Телевежа Уюдвар                      | 206 м    | 1972          | Угорщина          | Уюдвар, медьє Зала       | |
| Багдадська вежа                      | 205 м    | 1994          | Ірак              | Багдад                   | раніше називалась Міжнародна вежа Саддама                                                                           |
| Доннерсберзька телевежа              | 204.82 м | 1962          | Німеччина         | Доннерсберг              | |
| Авальська телевежа                   | 204.5 м  | 1965          | Сербія            | Авала, біля Белграда     | Знищено під час бомбардувань НАТО 29 квітня 1999 року; реконструкція завершена жовтень 2009 р.; найвища на Балканах |
| Телевежа Русе                        | 204 м    | 1987          | Болгарія          | Русе                     | |
| Єдинецька телевежа                   | 204 м    | ?             | Молдова           | Гліная, Єдинці           | Дизайн 3803 КМ |
| Резекненська телевежа                | 204 м    | ?             | Латвія            | Резекне                  | Дизайн 3803 КМ |
| Трансляційна вежа Хелптерберг        | 203.2 м  | 1981          | Німеччина         | Хелптерберг              | |
| Клайпедська радіотелевізійна станція | 202 м    | 1960          | Литва             | Клайпеда                 | Дизайн 3803 КМ |
| Вежа Вубанг                          | 202 м    | 1992          | Південна Корея    | Тегу                     | |

### Вежі висотою від 150 до 200 метрів
| Назва                                  | Висота  | Рік створення | Країна            | Місто                                | Додаткова інформація                                       |  |
| -------------------------------------- | ------- | ------------- | ----------------- | ------------------------------------ | ---------------------------------------------------------- |  |
| Телевежа Сюйчжоу                       | 199 м   | 1990          | КНР               | Сюйчжоу                              |                                                            |  |
| Криворізька телевежа                   | 198 м   | 1960          | Україна           | Кривий Ріг                           |                                                            |  |
| Телевежа Рурмонда                      | 197.7 м | 1957          | Нідерланди        | Рурмонд                              |                                                            |  |
| Вежа Душанбе                           | 197 м   | 1970          | Таджикистан       | Душанбе                              |                                                            |  |
| Гілверсумська вежа                     | 196 м   | 1973          | Нідерланди        | Гілверсум                            |                                                            |  |
| Телевежа Бантигер                      | 196 м   | 1996          | Швейцарія         | Болліген                             |                                                            |  |
| Небесна вежа Нішітокьо                 | 195 м   | 1988          | Японія            | Нісі-Токьо, Токіо                    |                                                            |  |
| телекомунікаційна вежа Telstra         | 195 м   | 1980          | Австралія         | Канберра                             |                                                            |  |
| Телевежа Камзік                        | 194 м   | 1975          | Словаччина        | Братислава                           |                                                            |  |
| Арка «Ворота на захід»                 | 192 м   | 1965          | США               | Сент-Луїс                            | Найвища арка в світі                                       |  |
| Вежа Waalhaven                         | 191.5 м | 1962          | Нідерланди        | Роттердам                            |                                                            |  |
| Лейпцизька радіовежа                   | 191 м   | 2015          | Німеччина         | Лейпциг                              |                                                            |  |
| Далянська радіо-телевежа               | 190.5 м | 1990          | КНР               | Далянь                               |                                                            |  |
| Калгарський Тауер                      | 190 м   | 1967          | Канада            | Калгарі                              |                                                            |  |
| Британська телекомунікаційна вежа      | 189 м   | 1964          | Велика Британія   | Лондон                               |                                                            |  |
| Куантан                                | 188 м   | 2020          | Малайзія          | Куантан                              | Найвища вежа на східному узбережжі Малайзії                |  |
| Каїрська телевежа                      | 187 м   | 1961          | Єгипет            | Каїр                                 |                                                            |  |
| Італійська телекомунікаційна вежа      | 187 м   | 1990          | Італія            | Роццано — Мілан                      |                                                            |  |
| Кувейтські вежі                        | 187 м   | 1979          | Кувейт            | Ель-Кувейт                           |                                                            |  |
| Телевежа Вітоша                        | 186 м   | 1985          | Болгарія          | гірський масив Витоша                |                                                            |  |
| Євровежа                               | 186 м   | 1962          | Нідерланди        | Роттердам                            |                                                            |  |
| Пам'ятник Конституції                  | 185 м   | 2011          | Туркменістан      | Ашгабат                              | [ 23 ]                                                     |  |
| Телевежа Декеде                        | 184.5 м | 1959          | Німеччина         | Декеде (Остербург)                   |                                                            |  |
| Вежа Космічна Гілка                    | 184 м   | 1962          | США               | Сіетл                                |                                                            |  |
| Цифрова телевежа Бразиліа              | 182 м   | 2012          | Бразилія          | Бразиліа, Федеральний округ Бразилії |                                                            |  |
| Телевежа Нагоя                         | 180 м   | 1954          | Японія            | Нагоя                                |                                                            |  |
| Вежа миру                              | 180 м   | 1970          | Японія            | Тондабаяші                           |                                                            |  |
| Вежа Острава-Гоштялковіце              | 180 м   | 1979          | Чехія             | Острава                              |                                                            |  |
| Вежа Самут Пракан                      | 179.5 м | 2017          | Таїланд           | Самут Пракан                         |                                                            |  |
| Телекомунікаційна вежа Бунгсберг       | 179 м   | 1977          | Німеччина         | Шенвальде-ам-Бунгсберг               |                                                            |  |
| Вежа Лоффельштельц                     | 179 м   | 2000          | Німеччина         | Бад-Мергентгайм                      |                                                            |  |
| Вежа Монте-да-Віржем                   | 177 м   | ?             | Португалія        | Віла-Нова-де-Гая                     |                                                            |  |
| Телевежа Печ                           | 176 м   | 1973          | Угорщина          | Печ (Угорщина)                       |                                                            |  |
| Вежа Олімпійського стадіону (Монреаль) | 175.3 м | 1987          | Канада            | Монреаль                             | Найвища нахилена вежа у світі з кутом нахилу 45 градусів.  |  |
| Телевежа Маркело                       | 174.4 м | 1959          | Нідерланди        | Маркело, Оверейсел                   |                                                            |  |
| Сан-Хасінто                            | 172,9 м | 1939          | США               | Ла-Порт (Техас)                      | Найвища в світі монументальна колона                       |  |
| Вежа Реюньйон                          | 170.7 м | 1978          | США               | Даллас                               |                                                            |  |
| Телевежа на Ірішці Венац               | 170 м   | 1975          | Сербія            | Новий Сад                            |                                                            |  |
| Монумент ідеям Чучхе                   | 170 м   | 1982          | Північна Корея    | Пхеньян                              |                                                            |  |
| Ер-Ріядська телевежа                   | 170 м   | 1981          | Саудівська Аравія | Ер-Ріяд                              |                                                            |  |
| Вежа Спінакер                          | 170 м   | 2005          | Велика Британія   | Портсмут                             | Оглядова вежа                                              |  |
| Монумент Вашингтона                    | 169.3 м | 1884          | США               | Вашингтон                            | Рівень спостереження 152 м                                 |  |
| Загребська телевежа                    | 169 м   | 1973          | Хорватія          | Загреб                               |                                                            |  |
| Телекомунікаційна вежа Бедефельд       | 173м    | 1968          | Німеччина         | Шмалленберг, район Бедефельд         |                                                            |  |
| Вежа Голка Нясі                        | 168 м   | 1971          | Фінляндія         | Тампере                              | Оглядова вежа                                              |  |
| Вежа Алор Сетар                        | 165.5м  | 1997          | Малайзія          | Алор-Сетар                           | Найвища будівля в Алор Сетар і Кедах                       |  |
| Телекомунікаційна вежа Хюненбург       | 165 м   | 1972          | Німеччина         | Білефельд                            | Також відома як телекомунікаційна вежа Тевтобурзького лісу |  |
| Ейфелева вежа в Лас-Вегасе             | 164.6 м | 1999          | США               | Лас-Вегас                            | Половинна копія Ейфелевої вежі                             |  |
| Телевежа Прадід                        | 162 м   | 1983          | Чехія             | поряд з містом Брунталь              |                                                            |  |
| Вежа Брайтон i360                      | 162 м   | 2016          | Велика Британія   | Брайтон                              | Найтонша висока вежа у світі . Панорамна оглядова вежа     |  |
| Вежа Осака                             | 160 м   | 1966          | Японія            | Осака                                |                                                            |  |
| Скайлонська вежа                       | 160 м   | 1965          | Канада            | Ніагарський водоспад                 | Оглядова вежа. Була першою у світі спорудою такої форми    |  |
| Блекпульська вежа                      | 158 м   | 1894          | Велика Британія   | Блекпул                              |                                                            |  |
| Золота вежа                            | 158 м   | 1988          | Японія            | Утадзу                               |                                                            |  |
| Вежа Сніжанка                          | 156 м   | 1978          | Болгарія          | Пампорово                            |                                                            |  |
| Вежа Какнес                            | 155 м   | 1964          | Швеція            | Стокгольм                            |                                                            |  |
| Радіовежа Арсенал                      | 155 м   | 1975          | Австрія           | Відень                               |                                                            |  |
| Вежа Кайкьо Юме                        | 153 м   | 1996          | Японія            | Сімоносекі                           |                                                            |  |
| Вежа BT                                | 152 м   | 1967          | Велика Британія   | Бірмінгем                            |                                                            |  |
| Вежа Рама Дубаї                        | 150.2 м | 2017          | ОАЕ               | Дубай                                | Найбільша рама у світі                                     |  |
| Берлінська радіовежа                   | 150 м   | 1926          | Німеччина         | Берлін                               | Є пам'яткою архітектури                                    |  |
| Галацька телевежа                      | 150 м   | 1978          | Румунія           | Галац                                |                                                            |  |
| Вежа Приморська                        | 150 м   | 2016          | Філіппіни         | Себу                                 |                                                            |  |

### Вежі висотою від 100 до 150 метрів
| Назва                                             | Висота    | Рік створення | Країна          | Місто                | Додаткова інформація                                                    |
| ------------------------------------------------- | --------- | ------------- | --------------- | -------------------- | ----------------------------------------------------------------------- |
| Саппоро ТВ вежа                                   | 147.2 м   | 1957          | Японія          | Саппоро              |                                                                         |
| Добрич ТВ вежа                                    | 146 м     | 1979          | Болгарія        | Добрич               |                                                                         |
| Вежа посилання Пасіла                             | 146 м     | 1983          | Фінляндія       | Гельсінкі            |                                                                         |
| Бременська вежа                                   | 146 м     | 1990          | Німеччина       | Бремен               |                                                                         |
| Вежа Васко да Гама                                | 145 м     | 1998          | Португалія      | Лісабон              |                                                                         |
| Страсбурзький собор                               | 144 м     | 1176–1439     | Франція         | Страсбург            |                                                                         |
| Вежа TVRI                                         | 144 м     | 1982          | Індонезія       | Джакарта             |                                                                         |
| Nozema Tower Wormer                               | 144 м     | 1968          | Нідерланди      | Вормерленд           |                                                                         |
| Телевежа Цзигун                                   | 143.6 м   | 1988          | КНР             | Цзигун               |                                                                         |
| Портова вежа Акіта Селіон                         | 143.6 м   | 1994          | Японія          | Акіта                |                                                                         |
| Телекомунікаційна вежа Гойбах                     | 142.8 м   | 1965          | Німеччина       | Гойбах               |                                                                         |
| Телекомунікаційна вежа Якобсберг                  | 142 м     | 1978          | Німеччина       | Порта-Вестфаліка     |                                                                         |
| Вежа Монте Маріо                                  | 140 м     | ?             | Італія          | Рим                  |                                                                         |
| Nozema Zendstation                                | 139.5 м   | 1957          | Нідерланди      | Гаага                |                                                                         |
| MAHA                                              | 138 м     | 2021          | Малайзія        | Лангкаві             | Найвища споруда на острові Лангкаві                                     |
| Подвійна арка 138                                 | 138 м     | 1995          | Японія          | Ітіномія (Айті)      |                                                                         |
| Телевежа Гоес                                     | 137 м     | 1957          | Нідерланди      | Гоес                 | Між 1957 і 2007 роками зріст 153 м                                      |
| Трансмісійна вежа Гогенштадт                      | 137 м     | ?             | Німеччина       | Гоенштадт            |                                                                         |
| Національний монумент                             | 137 м     | 1975          | Індонезія       | Джакарта             |                                                                         |
| Небесна вежа Хігасіяма                            | 134 м     | 1989          | Японія          | Нагоя                |                                                                         |
| Радіо Сіті Тауер                                  | 134 м     | 1969          | Велика Британія | Ліверпуль            |                                                                         |
| Контрольна вежа KLIA2                             | 133.8 м   | 2013          | Малайзія        | Куала-Лумпур         | Найвища диспетчерська вежа в світі                                      |
| Телекомунікаційна вежа Мюллекленкес               | 133 м     | 1984          | Німеччина       | Аахен                |                                                                         |
| Вежа Nozema                                       | 133 м     | 1965          | Нідерланди      | Гаага                |                                                                         |
| Суварнабхумі (аеропорт) Диспетчерська вежа        | 132.2 м   | 2006          | Таїланд         | Бангкок              | Друга за висотою вежа управління повітряним рухом у світі               |
| Кіотська вежа                                     | 131 м     | 1964          | Японія          | Кіото                |                                                                         |
| Вежа 1000 островів                                | 130 м     | 1965          | Канада          | Хілл-Айленд, Онтаріо |                                                                         |
| Телевежа Nordhelle                                | 130 м     | 1984          | Німеччина       | Нордхелле            |                                                                         |
| Телекомунікаційна вежа Гросерлах                  | 130 м     | 1985          | Німеччина       | Гросерлах            |                                                                         |
| Відправна станція Лун-оп-Занд                     | 130 м     | 1986          | Нідерланди      | Лун-оп-Занд          |                                                                         |
| Диспетчерська вежа Куала-Лумпур (аеропорт)        | 130 м     | 1998          | Малайзія        | Куала-Лумпур         |                                                                         |
| Монумент Незалежності Туркменістану               | 128 м     |               | Туркменістан    | Ашгабат              | [ 27 ]                                                                  |
| Базиліка Пресвятої Богородиці Ліхенської          | 128 м     | 2004          | Польща          | Ліхень-Старий        |                                                                         |
| Національна підйомна вежа                         | 127.45 м  | 1980–82       | Велика Британія | Нортгемптон          |                                                                         |
| телевізійна та телекомунікаційна вежа Torre Entel | 127.4 м   | 1974          | Чилі            | Сантьяго             |                                                                         |
| Вежа Глазго                                       | 127 м     | 2001          | Велика Британія | Глазго               |                                                                         |
| вежа Аліант                                       | 127 м     | 1971          | Канада          | Монктон              |                                                                         |
| вежа Світ мрій                                    | 126.5 м   | 1997          | Австралія       | Голд-Кост            |                                                                         |
| вежа Інсельсберг                                  | 126 м     | 1974          | Німеччина       | Інсельсберг          | Був 43,31 під час будівництва в 1939 році                               |
| Глобальна вежа                                    | 125 м     | 1995          | Японія          | Беппу                |                                                                         |
| FMT 6                                             | 125 м     | 1969          | Німеччина       | Бракенгайм           |                                                                         |
| Портова вежа Тіба                                 | 125 м     | 1986          | Японія          | Тіба                 |                                                                         |
| Вежа Атакуле                                      | 125 м     | 1989          | Туреччина       | Анкара               |                                                                         |
| Ризька телевежа                                   | 125 м     | ?             | Латвія          | Рига                 |                                                                         |
| Космічна гілка                                    | 124 м     | 1970          | США             | Гатлінбург           |                                                                         |
| Вежа Тихольта                                     | 124 м     | 1985          | Норвегія        | Тронхейм             |                                                                         |
| Вежа Банхарн-Джамсай                              | 123.25 м  | 1994          | Таїланд         | Супханбурі           |                                                                         |
| Солсберійський собор                              | 123 м     | 1220–1320     | Велика Британія | Солсбері             |                                                                         |
| Телевізійна вежа Мон-Пелерен                      | 122.6 м   | 1974          | Швейцарія       | гора Мон-Пелерен     |                                                                         |
| Телекомунікаційна вежа Пяасківуорі                | 122 м     | 1964          | Фінляндія       | Турку                |                                                                         |
| Водонапірна вежа Гіноза                           | 122 м     | ?             | Італія          | Гіноза               |                                                                         |
| Вежа Дуйсбург                                     | 121 м     |               | Німеччина       | Дуйсбург             |                                                                         |
| Пусанська вежа                                    | 120 м     | 1973          | Південна Корея  | Пусан                |                                                                         |
| Радіовежа Жіблу                                   | 118.7 м   | ?             | Швейцарія       | Соранс               |                                                                         |
| Вежа Кросленд                                     | 118 м     | 1994          | Японія          | Оябе                 |                                                                         |
| Силістренська телевежа                            | 117 м     | 1979          | Болгарія        | Силістра             |                                                                         |
| Вежа Лізеберг                                     | 116.1 м   | 1990          | Швеція          | Гетеборг             |                                                                         |
| Оглядова вежа парку Місто Енергії                 | 115 м     | ?             | Канада          | Шавініган            |                                                                         |
| Вежа Бернауер Бірцель                             | 115 м     | ?             | Німеччина       | Бернау               |                                                                         |
| Вежа в Олімпійському парку                        | 114.001 м | 2012          | Велика Британія | Лондон               | [ 28 ]                                                                  |
| Вежа Тораццо з Кремони                            | 112.7 м   | 1309          | Італія          | Кремона              |                                                                         |
| Домська вежа                                      | 112.5 м   | 1328          | Нідерланди      | Ухрехт               | Окрема середньовічна церковна вежа                                      |
| Битківська телевежа                               | 110 м     | 1957          | Польща          | Семяновиці-Шльонські |                                                                         |
| Вежа Тигрове небо                                 | 110 м     | 2004          | Сінгапур        | Острів Сентоза       |                                                                         |
| Вежа Приборкання Сарі                             | 110 м     | 2008          | Малайзія        | Малакка              | Перша та найвища панорамна вежа в Малайзії.                             |
| Телекомунікаційна вежа Ексельберг                 | 109 м     |               | Австрія         | Відень               |                                                                         |
| Вежа Бранка                                       | 108.6 м   | 1933          | Італія          | Мілан                |                                                                         |
| Вежа Казіно                                       | 108.2 м   | 1964          | Канада          | Ніагара-Фоллс        | [ 29 ]                                                                  |
| Вежа порта Кобе                                   | 108 м     | 1963          | Японія          | Kobe                 |                                                                         |
| Радіовежа Роменвіль                               | 108 м     | 1984          | Франція         | Роменвіль            |                                                                         |
| Вежа Горьокаку                                    | 107 м     | 2006          | Японія          | Хакодате             |                                                                         |
| Меморіал перемоги та міжнародного миру Перрі      | 107 м     | 1915          | США             | Пут-ін-Бей           | Наймасовіша дорична колона у світі; четвертий за висотою меморіал у США |
| Вежа Якова I                                      | 107 м     | 1931          | Іспанія         | Барселона            | З'єднана з Торре-Сант-Себастія канатною дорогою Порт Велл               |
| Радарна вежа Бремергафена                         | 106.1 м   | 1965          | Німеччина       | Бремергафен          |                                                                         |
| Йокогамська морська вежа                          | 106 м     | 1961          | Японія          | Йокогама             |                                                                         |
| Телевежа в Борисовому саду                        | 106 м     | 1959          | Болгарія        | Софія                |                                                                         |
| Байтерек                                          | 105 м     | 2002          | Казахстан       | Нур-Султан           | Монумент                                                                |
| Цутенкаку                                         | 103 м     | 1956          | Японія          | Осака                |                                                                         |
| Вежа крику                                        | 103 м     | 1992          | Німеччина       | Зольтау              | Вежа з атракціоном падіння в парку розваг Хайдепарк                     |
| Вежа Total                                        | 102.4 м   | 1994          | США             | Денвер               | Вежа в парку розваг                                                     |
| Атоміум                                           | 102 м     | 1958          | Бельгія         | Брюссель             | [ 31 ]                                                                  |
| Вежа Руа Ет                                       | 101 м     | 2020          | Таїланд         | Руа Ет               | Міська обсерваторія.                                                    |
| Меморіальна годинникова вежа Джозефа Чемберлена   | ~100 м    | 1908          | Велика Британія | Бірмінгем            |                                                                         |
| Вежа Беппу                                        | ~100 м    | 1957          | Японія          | Беппу                |                                                                         |
| Портова вежа Хаката                               | ~100 м    | 1964          | Японія          | Фукуока              |                                                                         |
| Вежа Єштед                                        | ~100 м    | 1968          | Чехія           | Ліберець             |                                                                         |
| Меморіальна вежа Століття                         | ~100 м    | 1970          | Японія          | Саппоро              |                                                                         |
| Телевежа Базита Пік                               | ~100 м    | 1975          | Угорщина        | Залаегерсег          |                                                                         |
| Гольштинська вежа                                 | ~100 м    | 1988          | Німеччина       | Зірксдорф            | Вежа з атракціоном падіння                                              |
| Маяк Монклоа                                      | ~100 м    | 1992          | Іспанія         | Мадрід               |                                                                         |

## Заплановані або вежі, що будуються, з мінімальною висотою 250 м
| Назва вежі                   | Рік створення | Країна            | Місто         | Висота | Статус         | Функція                 | Посилання |
| ---------------------------- | ------------- | ----------------- | ------------- | ------ | -------------- | ----------------------- | --------- |
| Dubai Creek Tower            | ?             | ОАЕ               | Дубай         | 828 м. | на утриманні   | спостереження           | [ 32 ]    |
| Ханойська мовна вежа         | ?             | В'єтнам           | Ханой         | 636 м. | бачення        | спостереження / телеком | [ 33 ]    |
| Орієнтирна вежа Хуанхе       | ?             | Китай             | Ланьчжоу      | 588 м. | запропонований | спостереження / телеком | [ 34 ]    |
| Сузір'я                      | ?             | Катар             | Доха          | 500 м  | бачення        | спостереження           |           |
| Значок Siam Tower            | ?             | Таїланд           | Бангкок       | 459 м. | запропонований | спостереження / телеком | [ 35 ]    |
| Вежа Нескінченність          | 2024 рік      | Південна Корея    | Інчхон        | 448 м. | у розробці     | спостереження           | [ 36 ]    |
| Священна мечеть Дві мінарети | невідомий     | Саудівська Аравія | Мекка         | 420 м. | у розробці     | релігійний              | [ 37 ]    |
| Тюльпан                      | 2025 рік      | Велика Британія   | Лондон        | 305 м. | скасовано      | спостереження           |           |
| SkyRise Маямі                | 2023 рік      | Сполучені Штати   | Маямі         | 301 м. | скасовано      | спостереження           |           |
| Вежа Малакка                 | ?             | Малайзія          | Місто Малакка | 135 м. | запропонований | спостереження / телеком |           |

## Хронологія найвищих веж світу
| Від                  | до                 | вежа                              | Країна          | Місто       | Висота вершини |
| -------------------- | ------------------ | --------------------------------- | --------------- | ----------- | -------------- |
| 280 рік до нашої ери | 1180 рік нашої ери | Фароський маяк                    | Єгипет          | Олександрія | 122 м          |
| 1180                 | 1240               | Вежа абатства Малмсбері           | Велика Британія | Малмсбері   | 131,3 м        |
| 1240                 | 1311               | Вежа старого собору Святого Павла | Велика Британія | Лондон      | 150 м          |
| 1311                 | 1549               | Вежа собору Лінкольна             | Велика Британія | Лінкольн    | 159.7 м        |
| 1549                 | 1647 рік           | Вежа церкви Святої Марії          | Німеччина       | Штральзунд  | 151 м          |
| 1647 рік             | 1874 рік           | Вежа Страсбурзького собору        | Франція         | Страсбург   | 142 м          |
| 1874 рік             | 1876 рік           | Вежа Святого Миколая              | Німеччина       | Гамбург     | 147 м          |
| 1876 рік             | 1880 рік           | Вежа Руанського собору            | Франція         | Руан        | 151 м          |
| 1880 рік             | 1889 рік           | Вежа Кельнського собору           | Німеччина       | Кельн       | 157.38 м       |
| 1889 рік             | 1958 рік           | Ейфелева вежа                     | Франція         | Париж       | 320.75 м       |
| 1958 рік             | 1967 рік           | Токійська вежа                    | Японія          | Токіо       | 332.6 м        |
| 1967 рік             | 1975 рік           | Останкінська вежа                 | Росія           | Москва      | 540.1 м        |
| 1975 рік             | 2009 рік           | CN Tower                          | Канада          | Торонто     | 553.33 м       |
| 2009 рік             | 2011 рік           | Кантонська вежа                   | Китай           | Гуанчжоу    | 604 м          |
| 2011 рік             | сучасність         | Небесне дерево Токіо              | Японія          | Токіо       | 634 м          |